# Мікалоюс Константінас Чюрльоніс
Мікало́юс Константі́нас Чюрльо́ніс (лит. Mikalojus Konstantinas Čiurlionis; 22 вересня 1875 — 10 квітня 1911) — литовський художник і композитор («Соната сонця», «У лісі»).
Чюрльоніс сприяв символізму та югендстилю, був представником періоду кінця століття. Він вважається одним із піонерів абстрактного модерну в Європі. За своє коротке життя Мікалоюс створив близько 400 музичних п'єс, 300 картин, а також безліч літературних творів, віршів. Більшість картин художника розміщені в Національному художньому музеї імені Мікалоюса Константінаса Чюрльоніса у Каунасі. Його творчість вплинула на сучасну литовську культуру.

## Життєпис

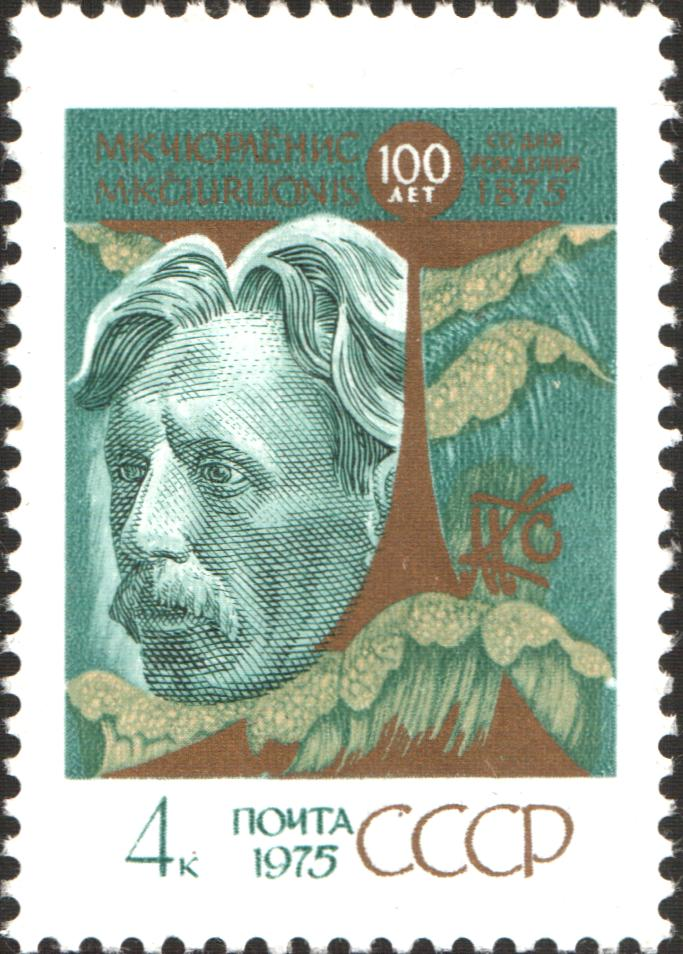
Поштова марка СРСР присвячена М. К. Чюрльонісу, 1975 (ЦФА 4494, Скотт 4357)

Дитинство провів в місті Друскінінкай, де його батько був органістом. Професійна музична кар'єра почалася в музичній школі і оркестрі князя М. Огінського в Плунгянах (1889—1893). Музиці навчався у Варшавському музичному інституті (1894—1899) і Лейпцизькій консерваторії (1901—1902).

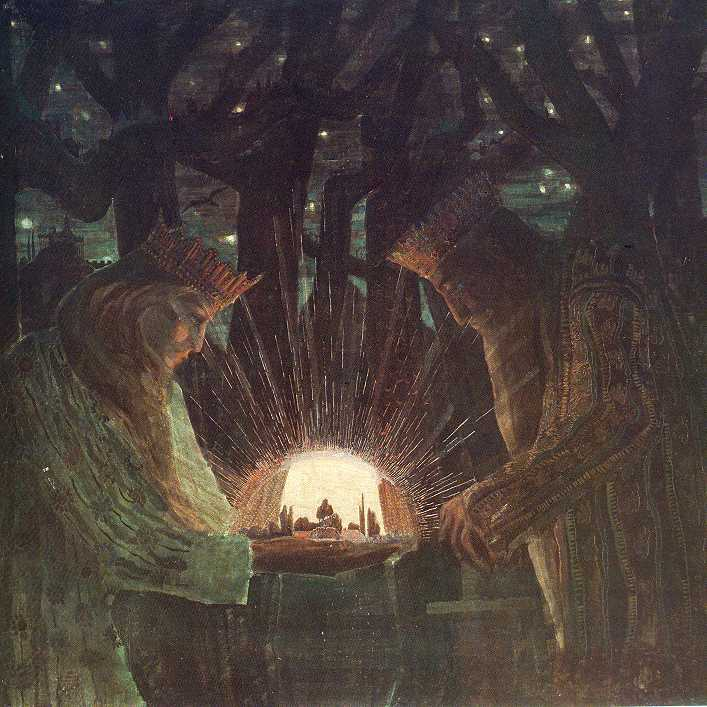
М. К. Чюрльоніс. Казка королів

Вчився живопису в художній школі Я. Каузика (1902—1905) і художньому училищі (1905) у К. Стабровського у Варшаві. Вперше експонує свої роботи в Варшаві в 1905 році. У 1906 році його роботи виставляються на виставці учнів Варшавського художнього училища в Петербурзі. Один з ініціаторів і учасників першої литовської художньої виставки в у Вільнюсі в 1907 році. У 1908 році живе у Вільнюсі, де керує хором, частину часу в Друскінінкай і Паланзі.
Восени 1908 році в Петербурзі за сприяння М. В. Добужинського увійшов до кола художників, що пізніше утворили об'єднання «Світ мистецтва».
Помер після важкого нервового захворювання в санаторії під Варшавою.
У Каунасі знаходиться Національний художній музей імені Чюрльоніса; у Друскінінкаї є меморіальний будинок-музей Чюрльоніса (філія музею в Каунасі). Ім'я Чюрльоніса носить заснована в 1945 році Національна школа мистецтв М. К. Чюрльоніса у Вільнюсі, єдина в Литві школа мистецтв з повним 12-річним циклом навчання.
У 1985 році Йонас Вайткус зняв фільм «Зодіак» про Чюрльоніса. Григорій Гладій виконав головну роль, а Майя Плісецька — роль Музи митця.

## Музична творчість
Автор перших литовських симфонічних поем «У лісі» (1900—1901) і «Море» (1903—1907), увертюри «Кястутіс» (1902), кантати для хору і симфонічного оркестру «De profundis» (1899), струнного квартету, творів для хору а capella на тексти псалмів. Записав і обробив понад 60 литовських народних пісень. Склав понад 200 творів для фортепіано (прелюди, варіації, «пейзажі», твори для струнного квартету і органу).

## Образотворче мистецтво

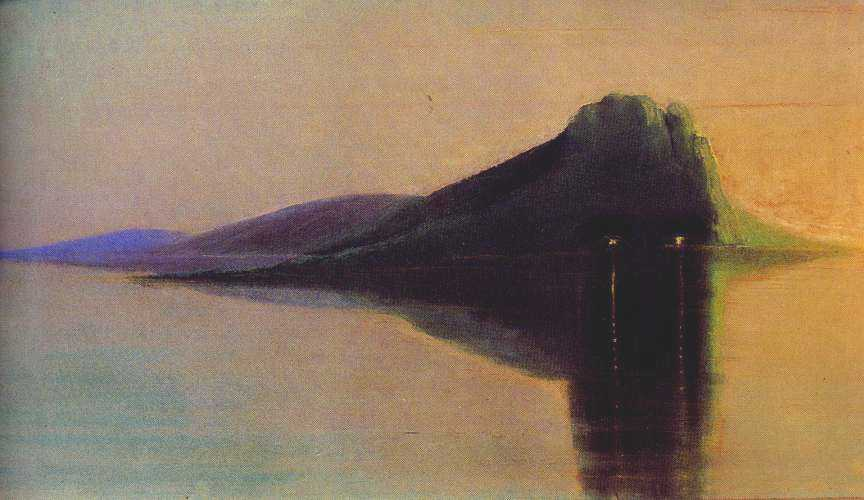
М. К. Чюрльоніс. Спокій

Написав близько 300 творів, в дусі модерну і ар нуво що поєднують вплив символізму з елементами народного декоративно-прикладного мистецтва, цитатами і ремінісценціями з японської, єгипетської, індійської культур і прагнення до синтезу мистецтв і пошуків аналогій музики і образотворчого мистецтва. Останнє особливо виразно в таких творах, як «Соната сонця», «Соната весни» (1907), «Соната моря», «Соната зірок» (1908). Створював символічно-узагальнені твори, що переносять до світу казки (триптих «Казка», цикл «Казка королів»; 1907), міфів (цикли «Сотворення світу», 1904—1906, «Знаки Зодіаку» 1907) космогоній, народних уявлень (цикли «Весна», «Зима» 1907; «Жемайтські хрести», «1909»). Твори знаходяться в Каунаському художньому музеї імені Чюрльоніса.

### Соната весни

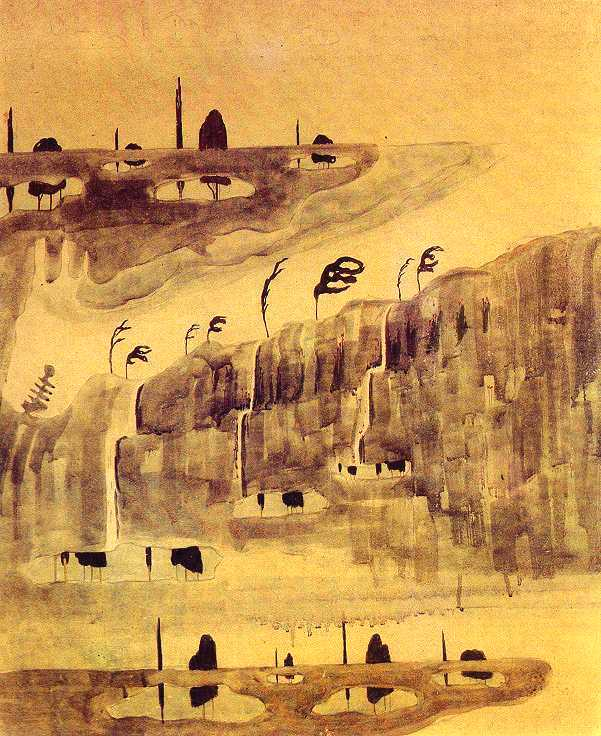
Алегро
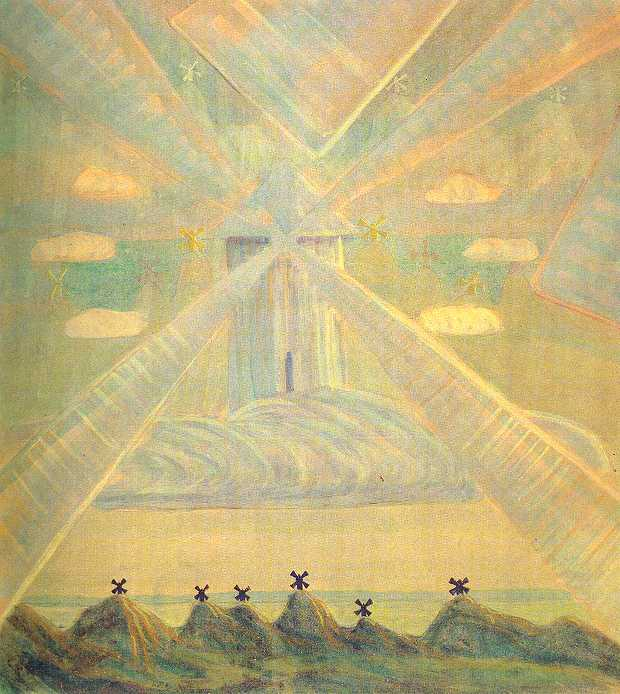
Анданте
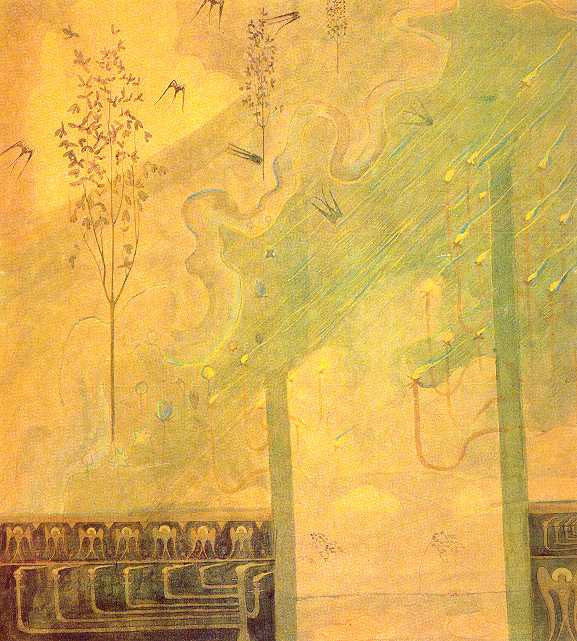
Скерцо
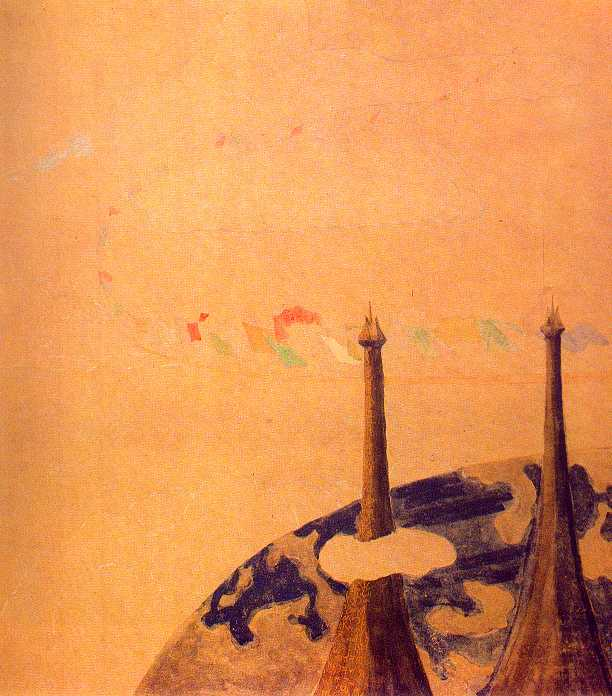
Фінале

### Картини поза циклами

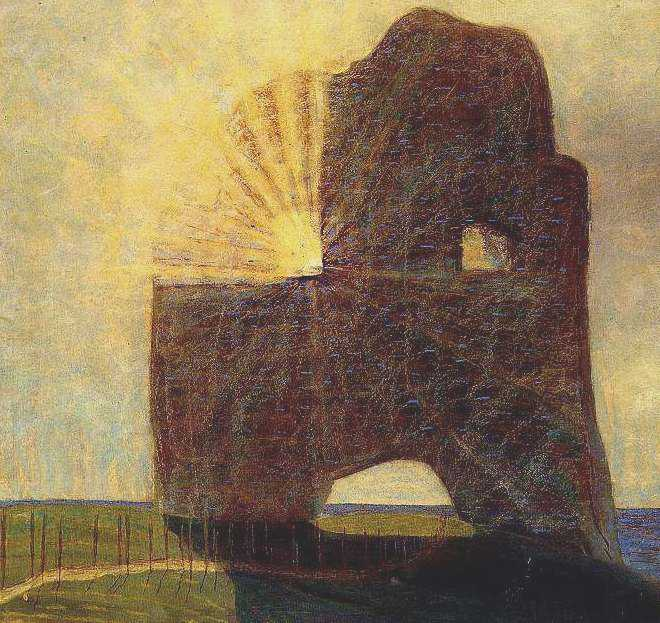
Минуле
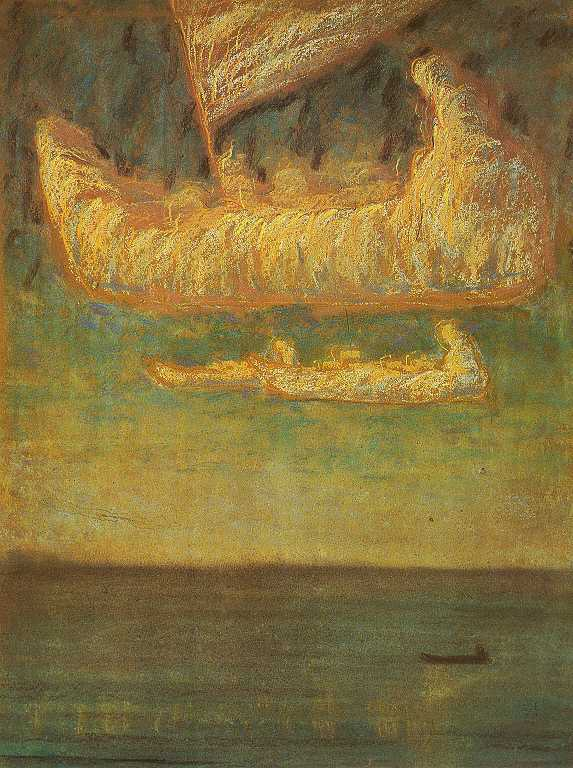
Корабель. Хмари
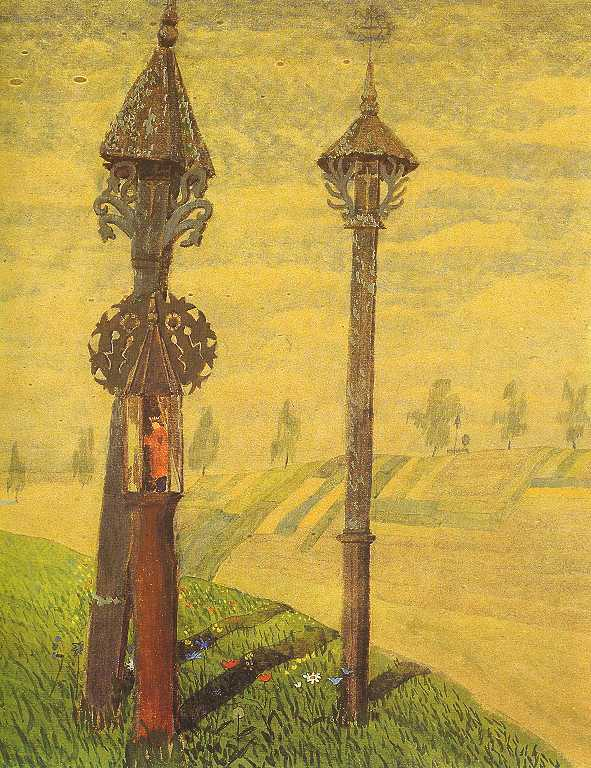
Хрести Жемайтії

## Твори
- Apie muziką ir dailę, laiškai, užrašai ir straipsniai. Vilnius, 1960.

## Ілюстрації
- М. К. Чюрлёнис: фот. 1908 г. ; М. К. Чюрлёнис и С. Чюрлёне: фот. 1909 г. // Ландсбергис В. В. Творчество Чюрлёниса: (Соната весны) / В. В. Ландсбергис. — 2-е доп. изд. — Ленинград, 1975. — Вкл. между с. 64—65.
- Миколаюс Константинас Чюрлёнис: альбом / М. К. Чюрлёнис ; авт. текста Л. Шепетис ; сост. : В. Чюрлёните-Каружене, Ю. Григене. — Вильнюс: Вага, 1981. — 1981. — 308 с. : цв. ил. — Текст на лит., рус., англ., фр. и нем. яз.